# Sesamum mulayanum
Sesamum mulayanum är en sesamväxtart som beskrevs av Nair. Sesamum mulayanum ingår i släktet sesamer, och familjen sesamväxter. Inga underarter finns listade i Catalogue of Life.